# Kosowy
Kosowy is een plaats in het Poolse district  Kolbuszowski, woiwodschap Subkarpaten. De plaats maakt deel uit van de gemeente Niwiska en telt 844 inwoners.